# 何塞·伊格纳西奥·德·马克斯
何塞·伊格纳西奥·德·马克斯·巴雷托（西班牙語：José Ignacio de Márquez Barreto；1793年9月9日—1880年3月21日） 哥倫比亞政治家、律师和教授。他曾任弗朗西斯科·德保拉·桑坦德尔總統的副總統，随后在1837年-1841年当选新格拉纳达共和国（哥倫比亞1831-1856旧称）的總統。他总统任期内有名的是经济和教育的革新，和帕斯托（Pasto）的最高战争（War of the Supremes）。
| 前任： 何塞·马里亚·奥万多         | 新格拉纳达共和国总统 1832年        | 繼任： 弗朗西斯科·德保拉·桑坦德尔 |
| 前任： 弗朗西斯科·德保拉·桑坦德尔 | 新格拉纳达共和国总统 1837年-1841年 | 繼任： 多明戈·凯塞多              |